# Alexander Schmidt (Mediziner)
Alexander Schmidt (* 15. Januar 1977 in Kiel) ist ein deutscher Neurologe und Musiker. Er ist seit 2014 Professor für Musikermedizin an der Hochschule für Musik „Hanns Eisler“ Berlin, wo er das „Kurt-Singer-Institut für Musikphysiologie und Musikermedizin“ (KSI) leitet, und seit 2015 Leiter des „Berliner Centrums für Musikermedizin“ (BCMM) an der Charité. Er ist seit 2017 Vorstandsmitglied der Deutschen Gesellschaft für Musikphysiologie und Musikermedizin (DGfMM) und seit November 2019 deren Präsident.

## Leben
Alexander Schmidt absolvierte ein Klavierstudium bei Wladimir Krainew an der Hochschule für Musik, Theater und Medien Hannover mit der Diplomprüfung im Studiengang Musikerziehung und studierte anschließend Medizin an der Medizinischen Hochschule Hannover. Er verfasste seine Dissertation über das Thema Pathophysiologie der Musikerdystonie: Neuroplastizität und klinische Genetik am Institut für Musikphysiologie und Musikermedizin Hannover bei Eckart Altenmüller und absolvierte nach der Promotion im Jahre 2009 eine neurologische Facharztausbildung an der Klinik für Neurologie der Universität Lübeck und der Ameos-Klinik für Psychiatrie und Psychotherapie in Lübeck. Gleichzeitig leitete er als wissenschaftlicher Mitarbeiter des Instituts für Neurogenetik die Forschungsgruppe Endophänotypen von Bewegungsstörungen. 2016 habilitierte er sich im Fach „Experimentelle Neurologie“ an der Universität Lübeck zum Thema Genetische und umweltbedingte Ursachen der Musikerdystonie und anderer Dystoniesyndrome.
Schmidt forscht auf dem Gebiet der Neurophysiologie von Musikern sowie über neurologische Bewegungsstörungen mit einem Schwerpunkt auf der fokalen Dystonie bei Musikern. Er ist mit der Pianistin Saskia M. Schmidt-Enders verheiratet und hat sechs Kinder.

## Veröffentlichungen (Auswahl)
- A. Schmidt: Pathophysiologie der Musikerdystonie: Neuroplastizität und klinische Genetik, Hannover 2009 (Medizinische Hochschule)
- A. Schmidt, H. C. Jabusch, E. Altenmüller, J. Hagenah, N. Brüggemann, K. Hedrich, R. Saunders-Pullman, S. B. Bressman, P. L. Kramer, C. Klein: Dominantly transmitted focal dystonia in families of patients with musicians’ cramp. Neurology 2006; 67:691–693.
- A. Schmidt, H. C. Jabusch, E. Altenmüller, J. Hagenah, N. Brüggemann, K. Lohmann, L. Enders, P. L. Kramer, R. Saunders-Pullman, S. B. Bressman, A. Münchau, C. Klein: Etiology of musician’s dystonia: familial or environmental? Neurology 2009; 72:1248–1254.
- A. Schmidt, C. Eggers, J. Hagenah, N. Brüggemann, J. C. Klein, V. Tadic, L. Kertelge, M. Kasten, F. Binkofski, H. Siebner, G. R. Fink, R. Hilker, C. Klein: Progression of subtle motor signs in PINK1 mutation carriers with mild dopaminergic deficit. Neurology 2010; 74:1798–1805.
- A. Schmidt, H. C. Jabusch, E. Altenmüller, L. Enders, R. Saunders-Pullman, S. B. Bressman, A. Münchau, C. Klein, J. Hagenah: Phenotypic spectrum of musician’s dystonia: A task-specific disorder? Mov Disord 2011; 26:546–549.
- A. Schmidt, E. Altenmüller: Haben Pianisten eine bessere Feinwahrnehmung der Finger im Vergleich zu Nicht-Pianisten? In: Musik im Spektrum technologischer Entwicklungen und Neuer Medien, hrsg. v. A. Bense, M. Gieseking, B. Müßgens, epOs-Music, Osnabrück 2015, 135–140, ISBN 978-3-940255-60-0

## Preise und Auszeichnungen
- 1991–2001: zahlreiche Preise bei nationalen und internationalen Klavierwettbewerben
- 2010: Heinrich-Dräger-Wissenschaftspreis der Universität Lübeck
- 2011: Wissenschaftspreis für klinische Forschung (Junior Award for Excellence in Clinical Research) der Movement Disorder Society
- 2012: Wissenschaftspreis der Deutschen Gesellschaft für Musikphysiologie und Musikermedizin
- 2012: Posterpreis der Deutschen Gesellschaft für Neurologie